# Indicador de Ângulo de Aproximação Visual
VASIS (Visual Approach Slope Indicator System, Indicador de Ângulo de Aproximação Visual), ou apenas VASI, é um sistema de indicação por meio de luzes que auxilia o piloto a obter um ângulo correto para o pouso em uma pista apropriada.

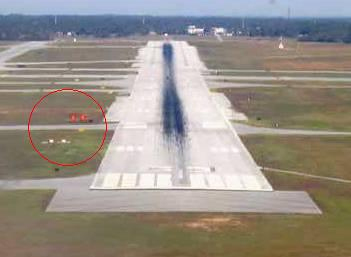
Indicador de Ângulo de Aproximação Visual Padrão

## Tipos

### VASI Padrão
É o tipo mais comum de Indicador. Consiste em 2 luzes, uma no começo da pista e outra a 7 metros (20 pés) da cabeçeira.
Essas luzes podem estar vermelhas ou brancas, conforme o ângulo que o piloto as vê.
Quando a aproximação é feita de forma correta, a primeira luz estará branca e a segunda vermelha. Se ambas as luzas estiverem da mesma cor, indicam que se está muito alto (luzes brancas) ou baixo (vermelhas).

### PAPI(Precision Approach Path Indicator)
Consiste em um conjunto de 4 luzes alinhadas perpendicularmente a pista, geralmente do lado esquerdo. É utilizado da mesma forma que o VASI Padrão, porém as luzes adicionais informam ao piloto o quão fora de ângulo a aeronave está.

### PVASI(Pulsating Visual Approach Slope Indicator)
O PVASI é uma ajuda de luzes de aproximação rara que foi substituída em muitos aeroportos. O aeroporto de Houston West (KIWS) ainda tem um na pista 15, é interessante para usar em uma noite escura.

### VASI Tricolor
Utiliza apenas uma luz, que pode ser âmbar, verde ou vermelho, sendo que o ambar indica que a aeronave está acima do ângulo correto e o vermelho que está abaixo.